# Mõndelaid
Mõndelaid est une île d'Estonie en mer Baltique.

## Géographie
Elle est située à la proximité de la côte Ouest de Saaremaa et appartient au village de Jõgela dans la commune de Lümanda.